# Melanostoma
Genre
Melanostoma est un genre d'insectes diptères du sous-ordre des Brachycera (les Brachycera sont des mouches muscoïdes aux antennes courtes) et de la famille des Syrphidae.

## Liste d'espèces
Selon Fauna Europaea (2 juillet 2013)
- Melanostoma babyssa (Walker, 1849)
- Melanostoma dubium (Zetterstedt, 1838)
- Melanostoma incompletum Becker, 1908
- Melanostoma mellinum (Linnaeus, 1758)
- Melanostoma pumicatum (Meigen, 1838)
- Melanostoma scalare (Fabricius, 1794)

Selon ITIS (2 juillet 2013)
- Melanostoma bicruciatum (Bigot, 1884)
- Melanostoma mellinum (Linnaeus, 1758)

Selon EOL (2 juillet 2013)
- Nombreuses espèces